# Alejandro Gallo Artacho
Alejandro Gallo Artacho (Madrid, 1887 - Madrid, 21 de juny de 1966) va ser un polític espanyol.

## Biografia
El 3 d'octubre de 1936 va ser nomenat per Francisco Franco ministre de Treball en el gabinet que forma en Burgos, més conegut com a Junta Tècnica de l'Estat. Cessà el 30 de gener de 1938. Dins de la Junta va formar part de la Comissió per a reorganitzar la Justícia en la zona nacional amb Luciano Álvarez Valdés (fiscal de l'Audiència de Burgos), Valeriano P. Flórez Estrada (advocat de l'estat de la Delegació d'Hisenda de Burgos) i Antonio de Vicente Tutor (jutge de Primera Instància de Burgos).
Posteriorment fou president de Sala del Tribunal Suprem d'Espanya, director general de Justícia, gran creu de l'Orde de Carles III, gran creu de l'Orde d'Isabel la Catòlica, gran creu de l'Orde de Sant Ramon de Penyafort i comanador de l'Orde de Sant Llàtzer de Jerusalem.